# Централно Сулавеси
Централно Сулавеси е една от провинциите на Индонезия. Населението ѝ е 2 872 857 жители (по преброяване от май 2015 г.), а има площ от 61 841 кв. км. Намира се в часова зона UTC+8.
Религиозният ѝ състав през 2010 г. е: 76,6% мюсюлмани, 17,30% протестанти, 3,20% католици и други. Провинцията е разделена административно на 1 община и 10 регентства. Между 18 – 25 юни 2011 г. провинцията е организирала турнир по парапланеризъм, в който са участвали осем нации, една от които е била и България.